# 西安奥体中心

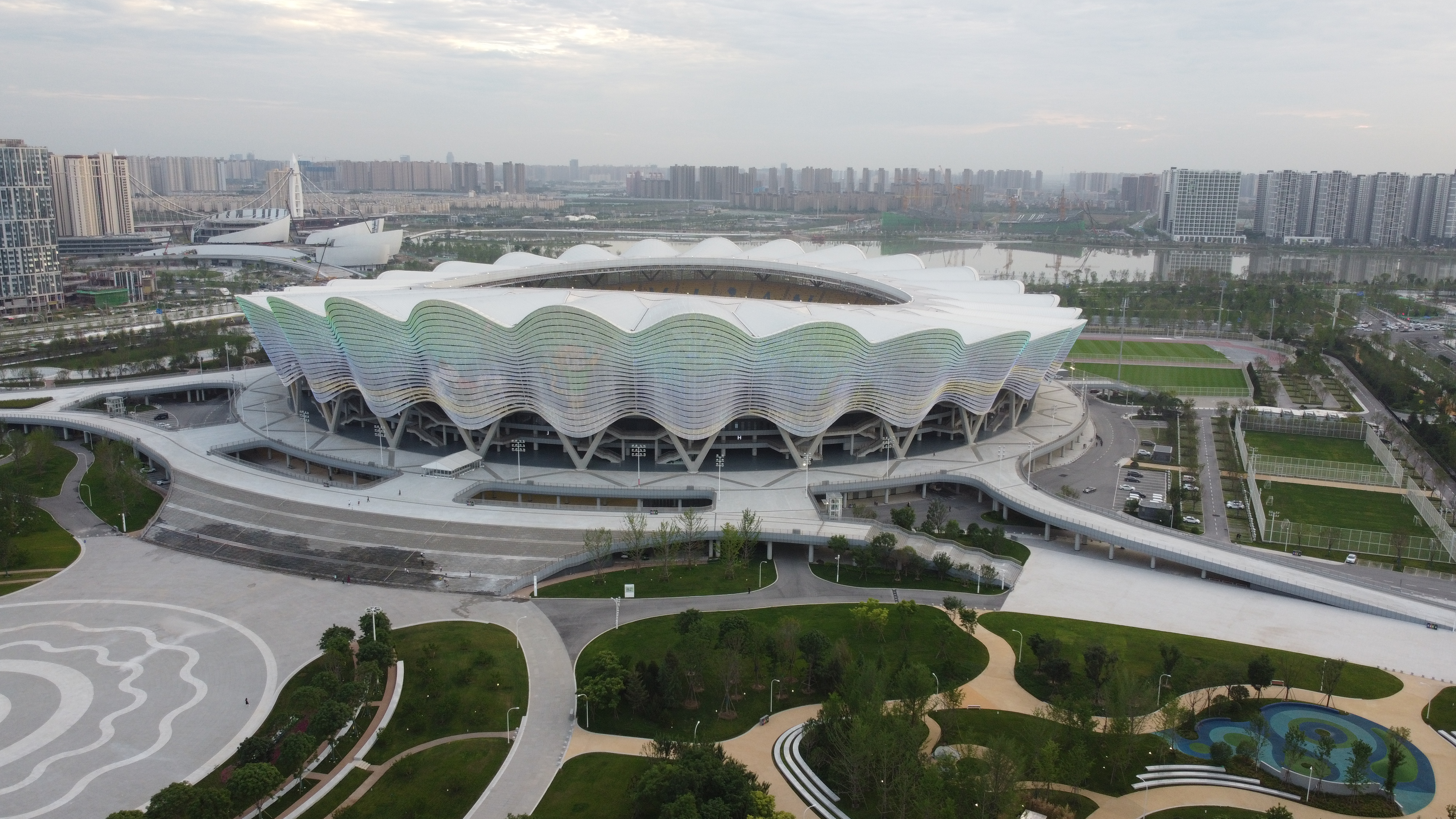
上空から

西安奥体中心（シーアンおくたいちゅうしん）は、中華人民共和国陝西省西安市灞橋区に位置する国際基準のスタジアムを備える総合運動公園。陸上競技場は第14回中華人民共和国全国運動会のメイン会場で、コンサート会場としても使用されている。一般には西安オリンピック体育センターとも訳される。

## 概要

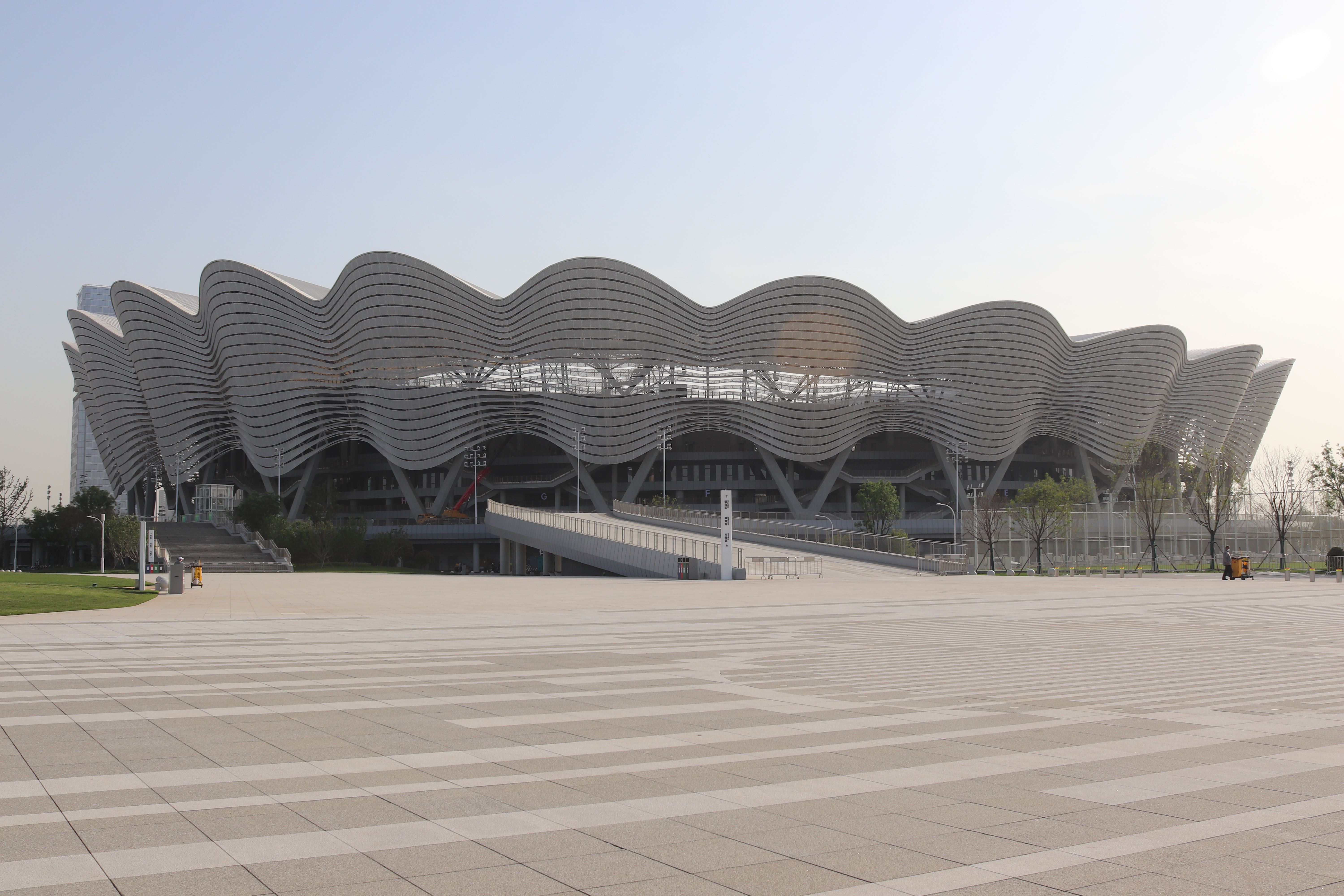
エントランス

陝西省が第14回中華人民共和国全国運動会の開催権を獲得し、陝西省政府と西安市政府は、NBA規格のメインスタジアムの建設を決定した。
170億元を投資し、2017年に着工した。敷地面積は10万6,000平方メートル、建設面積は5万6,000平方メートル、高さ58.3メートルで、1つのスタジアムと2つの体育館、屋外運動場で構成されている。座席数は、それぞれメインスタジアム60,000席、体育館18,000席、水泳場4,000席となっている。2020年7月1日に完成・供用開始され、中国西部では最大の規模を誇る。体育館はバスケットボール、バドミントン、アイスホッケー等で利用可能で、バレーボールコート等から48時間以内にスケート場に変更が可能である。
デザインは西安の花であるザクロの花をイメージしており、28本の花びらを柱で支えている。
スタジアムオブザイヤー2020では、世界10位で中国国内からは唯一のランクインだった。

## アクセス
- 西安地下鉄14号線の奥体中心駅 (西安市)

## 脚註
1. ↑  張晨俊 (2020年5月31日). “西安奧體中心體育館項目竣工”. 新華網 2023年10月18日閲覧。（中国語）